# Kibana
Kibana – тиражируемая свободная программная панель визуализации данных. В процессе использования программы информация, проиндексированная в кластере Elasticsearch, представляется в виде диаграмм различных видов, таких как: 
- столбчатые,
- линейные,
- точечные,
- круговые,
- а также возможна визуализация данных в привязке к географическим картам[3].

Как правило, Kibana используется для мониторинга и анализа ИТ-инфраструктуры в составе Elastic Stack (ранее ELK Stack), в который помимо нее входят Elasticsearch и Logstash. Logstash отвечает за логирование и поставляет входящий поток данных в Elasticsearch для хранения, классификации и поиска. Kibana, в свою очередь, получает доступ к данным Elasticsearch для их визуализации в различных визуальных форматах, например – в виде информационных панелей (dashboards) с различными видами диаграмм.